# Cikancana (Sukaresmi)
Cikancana is een bestuurslaag in het regentschap Cianjur van de provincie West-Java, Indonesië. Cikancana telt 6812 inwoners (volkstelling 2010).